# Dieulefit
Dieulefit (tiếng Occitan Dieulofé) là một xã thuộc tỉnh Drôme trong vùng Auvergne-Rhône-Alpes đông nam nước Pháp. Xã Dieulefit nằm ở khu vực có độ cao từ 323-969 mét trên mực nước biển.